# M/S Annie
Annie, färja 333, är en av Trafikverket Färjerederiets färjor. Den går på Lyrleden mellan Lyr och Lyresten. Den har en lastförmåga på 80 ton.